# 카르보나리당

카르보나리("숯장이"라는 뜻의 이탈리아어)는 1800년부터 1831년까지 이탈리아에서 활동한 비밀 혁명 조직들의 비공식 연결망이었다. 이탈리아 카르보나리는 프랑스, 그리스, 스페인, 포르투갈, 루마니아, 러시아, 브라질, 우루과이의 다른 혁명 단체에 영향을 미친 것으로 보인다. 그들의 목표는 종종 애국적이고 자유주의적인 기반이 있었지만, 명확한 정치 노선은 없었다. 그들은 1815년에 이후 이탈리아의 억압적인 정치 상황에 불만을 품은 사람들에게 특히 이탈리아 반도 남부에서 주목을 끌었다. 카르보나리의 당원들과 이들에게 영향을 받은 사람들은 이탈리아의 통일(리소르지멘토Risorgimento라고 불림)과 특히 실패한 1820년 혁명 더 나아가 이탈리아 민족주의의 발전 과정의 중요한 사건에 관여했다. 주된 목적은 폭정을 물리치고 입헌정부를 수립하는 것이다. 이탈리아 북부에서 아델피아와 필라델피아와 같은 그룹들은 부수적이다.

## 조직
카르보나리는 비밀 결사로서 이탈리아 전역에 소규모 비밀 조직으로 쪼개져 있다. 노선은 다양했지만 지역적 변화에도 불구하고 대부분의 당원 자격은 이탈리아의 자유 통일을 이루는데 동의했음을 보여준다. 카르보나리는 그들의 철학 및 교육과정에서 교권개입에 반대하였다. 가톨릭 로마 교황청 교서 <예수 그리스도의 교회 (Ecclesiam a Jesu Christo)>(1821년)와 회칙 Qui pluribus (1846년)에서 이들을 적대적으로 묘사하였다. 가톨릭 교회를 자유주의 또는 현대주의로 점령할 것을 요구해서 논란의 여지가 있는 문서인 Alta Vendita는 시실리 카르보나리 당의 소행으로 여겨진다.

## 역사

### 기원
그들이 원래 어디에 세워졌는지는 분명하지 않지만, 나폴레옹 전쟁 때 나폴리 왕국에서 처음으로 두각을 나타냈다. 이 조직의 문서 중 일부에서 이들이 중세 프랑스에서 생겼으며  창시자들이 16세기 프랑스의 프란시스 1세의 후원 하에 있었다고 하지만 이 주장에 대한 그밖의 다른 근거는 없다. 카르보나리의 기원에 관한 많은 이론들이 제기되었지만 이 조직은 프랑스 혁명의 자유주의 사상이 확산되면서 프리메이슨으로부터 파생되었을 가능성이 가장 높다. 처음에 그들은 (조아킴 뮈라의 지배하에 있는) 나폴리 왕국에서 그리고 리소르지멘토에 적대적이었던 교황령에서 영향력을 갖게 되었다.
카르보나리 당은 대체로 비밀리에 운영되었으며 보수적인 정부로부터 탄압 받던 비밀 결사이다. 카르보나리라는 이름 때문에 당원들은 시골의 "숯쟁이"로 인식되었다. 그들이 만난 장소를 "바라카"(baracca)라고 하였고, 당원들끼리는 "좋은 사촌"이라고 부르며, 카르보나리에 속하지 않은 사람들은 "외부인"(pagani)라고 하였다. 당원들을 입회시키는 특별한 의식이 있었다.
카르보나리의 목적은 입헌군주제 즉 공화국의 창설이었다. 그들은 또한 모든 형태의 절대주의에 맞서 평민의 권리를 보호하기를 원했다. 카르보나리는 그들의 목적을 달성하기 위해 무장 반란을 선동하는 것에 대해 논의하였다.
당원은 견습생과 스승이라는 두 계급으로 나뉘어 있었다. 스승이 되는 방법은 두 가지가 있다. 적어도 6개월 동안 견습생이 되거나 입회할 때 이미 프리메이슨이면 된다. 입회식은 그들의 이름에 걸맞게 숯 판매를 중심으로 구성된다.
1814년 카르보나리는 무력으로 양 시칠리아 왕국에 입헌제를 세우고자 하였다. 양 시칠리아의 부르봉 왕 페르디난도 1세는 그들에 반대하였다. 보나파르트주의자인 조아킴 뮈라는 이탈리아를 통일시키고 독립된 나라로 만들고 싶어했다. 1815년 페르디난도 1세는 그의 왕국을 세웠다. 나폴리 왕국의 결사는 귀족, 군 장교, 소규모 지주, 정부 관리, 농민, 성직자를 망라하였으며 작은 도시 중산층이었다. 교황령에 많은 결사가 있었다. 1814년 8월 15일, 추기경 에르콜레 콘살비와 바르톨로메오 파카는 비밀결사를 금지하는 포고령을 내렸는데 이러한 비밀 결사의 당원이 되거나 그들의 모임에 참석하거나 회의 장소를 제공하는 것이 금지되었다..

### 1820년과 1821년 봉기
카르보나리 당은 프랑스 점령에 대한 저항 과정에서 처음 발생했는데 특히 보나파르트주의 나폴리 왕인 조아킴 뮈라의 지배하에서 번성하였다. 그러나 일단 전쟁이 끝나자 그들은 두드러진 반오스트리아 성향을 가진 민족주의 조직이 되었고 1820-1821년과 1831년 이탈리아에서 혁명을 조직하는 데 중요한 역할을 했다. 1820년 혁명은 나폴리에서 페르디난도 1세에 대항하여 시작되었다. 같은 해 스페인 카디스에서 일어난 사건에서 영감을 얻은 폭동이 나폴리에서 일어나 반-전제주의 목표를 설파하였고 자유주의 헌법을 요구했다. 7월 1일, 두 명의 장교인 모렐리(Michele Morelli)와 실바티(Joseph Silvati)(굴리엘모 페페 장군이 이끄는 뮈라 군대의 일부였다)는 기병 연대 선두에서 캄파니아의 놀라(Nola) 마을을 향해 진군했다.
이 시위로 불안해진 페르디난도 왕은 새로운 헌법과 의회의 수립에 동의하였다. 비록 부분적이고 환상적이며 표면적이지만 이 승리는 이탈리아 반도에 많은 희망을 안겨주었고 산토레 디 산타로사가 이끄는 지역 공모자들은 사르데냐 왕국의 수도 토리노를 향해 진격했고 1821년 3월 12일 카르보나리 운동의 결과로 입헌 군주제와 자유주의 개혁을 이루었다. 그러나 신성동맹은 그러한 혁명적 타협을 용납하지 않았고 1821년 2월 군대를 보내 남부에서 수적으로 열세이며 장비도 허술한 반란군을 물리쳤다. 피에몬트에서 비토리오 에마누엘레 1세는 어떻게 해야 할지 결정하지 못한 채 사르데냐의 동생 샤를 펠릭스(Charles Felix)에게 왕위를 물려주며 퇴위했지만, 보다 단호한 샤를 펠릭스는 오스트리아군이 개입하도록 불러들였다. 4월 8일 합스부르크군은 반란군을 격파했고, 1820년과 1821년 사이 카르보나리 당에 의해 전적으로 촉발된 봉기는 결국 진압되었다.
1821년 9월 13일, 교황 비오 7세는 교서 <예수 그리스도의 교회 (Ecclesiam a Jesu Christo)>에서 카르보나리를 프리메이슨의 비밀 결사라고 비난하고 그 구성원들을 파문했다.
카르보나리의 주요 지도자 중 모렐리와 실바티는 사형선고를 받았고, 페페 장군은 망명길에 올랐다; 페데리코 콘팔로니에리, 실비오 펠리코, 피에로 마론첼리는 수감되었다.

### 1831년 봉기
카르보나리는 패배했지만 소멸하지는 않았다. 그들은 1830년 프랑스 7월 혁명에 참가하여 프랑스 왕 루이 필리프 1세의 자유주의 정책을 지지하며 파리에서 일어난 봉기를 도왔다. 이탈리아 카르보나리는 이탈리아 중북부의 일부 주, 특히 교황령과 모데나 주에 대항하여 무기를 들었다. 치로 메노티는 이탈리아 왕의 칭호를 부여하는 대가로 긍정적인 반응을 보이는 모데나의 프란시스 4세 공작의 지지를 얻으려 했으나 공작은 이중극(double play)을 벌였고 사실상 무장해제된 메노티는 봉기 전날 체포된다. 모데나의 프란시스 4세는 오스트리아 정치가 클레멘스 폰 메테르니히의 제안을 받아들여 많은 공범자들과 함께 메노티를 처형하였다. 이것이 이 비밀 집단의 마지막 대규모 활동이었다.

### 여파
1820년 나폴리 카르보나리 당은 페르디난도 1세로부터 헌법을 얻어내기 위해 다시 무기를 들었다. 그들은 아보트 미니치니와 장교들의 지휘를 받으며 놀라로부터 수도를 향해 진격했다. 페페 장군, 여러 장교, 정부 관리들이 동참하였고, 왕은 나폴리에서 스페인 헌법을 실시하겠다고 서약했다. 이 운동은 피에몬트로 확산되었고, 비토리오 에마누엘레는 그의 동생인 샤를 펠릭스에게 왕위를 양도했다. 오스트리아가 개입했다. 카르보나리는 오스트리아 및 이 나라에 우호적인 정부를 상대로 비밀 소동을 계속 일으켰다. 그들은 복수를 했다. 교황 비오 7세는 카르보나리의 비밀 결사를 비난했고 파문했다. 그 조직은 조금씩 영향력을 상실했고 점차 이탈리아에 새로운 생긴 정치 단체에 흡수되었다; 그 당원들은 특히 마치니의 "청년 이탈리아"에 가입하였다. 이 조직은 이탈리아에서  프랑스로 옮겨져 거기서 샤르보네리에라고 하였는데 작은 조직으로 나뉘어 있었다. 당원들은 특히 파리에 많았다. 프랑스 조직의 주요 목적은 정치적이었다. 즉 국민 주권의 개념이 들어있는 헌법을 획득하는 것이다. 이 운동은 파리로부터 전국으로 빠르게 확산되었고 몇몇 군대에서 반란이 일어났다. 여러 명의 공모자들이 처형되고 지도자들끼리 싸움이 일어나자 이 조직은 와해되었다. 샤르보네리에는 1830년 혁명에 참가하였고 부르봉 왕조가 몰락하자 조직의 영향력은 급격히 떨어졌다. 이 후 프랑스 공화당원들 사이에 샤르보네리에 민주당이 만들어졌지만 1841년 이후에는 이에 대한 언급이 없다. 스페인에서도 카르보나리 당을 찾을 수는 있겠지만 숫자나 중요성 면에서 제한적이다.
1830년에 카르보나리 당은 프랑스 7월 혁명에 참가했다. 이로부터 그들은 이탈리아에서 성공적인 혁명이 펼쳐질지도 모른다는 희망을 갖게 되었다. 모데나에서의 시도는 완전히 실패했지만 1831년 2월 교황령의 여러 도시에서 봉기가 일어나 카르보나리 삼색기를 휘날렸다. 의용군이 로마로 진군했으나 교황 그레고리오 16세의 요청으로 개입한 오스트리아군에 의해 파괴되었다. 실패한 1831년 봉기 이후 여러 이탈리아 주 정부는 사실상 존재하지 않는 카르보나리 당원들을 색출했다. 공개 전투에서는 결코 오스트리아 군을 이길 수 없다는 것을 깨닫은 기민한 당원들은 민족주의자 주세페 마치니가 이끄는 새로운 운동인 조반 이탈리아(Giovane Italia "청년 이탈리아")에 가담했다. 프랑스의 조직과는 별도로 남부 이탈리아에는 카르보나라(carbonara) 집단이 있었다. 이들은 1816년과 1828년 사이 푸글리아(Puglia)와 칠렌토에 생겼다. 1828년 칠렌토에서는 1820년 나폴리 헌법의 복원을 요구했던 필라델피아의 폭동이 부르봉 경찰국장 프란체스코 사베리오 델 카레토에 의해 거칠게 진압되었다. 여러 잔학행위중에서 보스코 마을이 심하게 파괴된 것을 기억해야 한다.
이 패배로 인해 구대륙에서 최강대국 중 하나인 오스트리아와 군사적으로 경쟁할 수 없다는 것이 (가장 극렬한 카르보나리의 지도자인 주세페 마치니 같은) 많은 카르보나리 당원들에게 분명해졌다. 그들은 청년 이탈리아라는 새로운 비밀 조직을 만들었는데 많은 구성원들이 카르보나리 당원이거나 그들에게 영향을 받은 사람들이다. 비록 영향력이나 숫자가 급격히 감소하여 카르보나리 당은 실제적으로 없어졌지만 이 중요한 조직의 공식 역사는 1848년까지 아슬아슬하게 지속되었다.

## 주요 인물
카르보나리 당의 주요 인물은 다음과 같다.
- 가브리엘레 로제티(Gabriele Rossetti)
- 아망 바자르(Amand Bazard)
- 실비오 펠리코(Silvio Pellico, 1788–1854) and 피에트로 마론첼리(Pietro Maroncelli, 1795–1846) 두 사람 모두 수년 동안 오스트리아인들에 의해 감금되었는데 대부분의 시간을 남부 모라비아의 브르노에 있는 스필버그 요새에서 보냈다. 그가 석방된 후 펠리코는 10년간의 시련을 상세히 기록한 책 'Le mie prigioni'를 썼다. 마론첼리는 감옥에서 한쪽 다리를 잃었고 파리에서 펠리코의 책을 번역하고 편집하는 데 중요한 역할을 했다(1833년).
- 주세페 마치니(Giuseppe Mazzini)
- 라파예트 후작 (Marquis de Lafayette) (미국과 프랑스 혁명의 영웅).
- 루이 나폴레옹 보나파르테(Louis Napoléon Bonaparte, 장래의 나폴레옹 3세) 카르보나리 당원이 거의 확실하지만 논란이 있다.
- 루이 오귀스트 블랑키(Louis Auguste Blanqui) 프랑스 혁명가
- 바이런 경(Lord Byron)
- 주세페 가리발디(Giuseppe Garibaldi)

## 같이 보기
- 통일진보위원회
- 공산주의자동맹
- 의인동맹
- 비밀결사

## 참고 문헌
- Birmingham, David (2003), A Concise History of Portugal, Cambridge: Cambridge University Press, ISBN 9780521536868
- Duggan, Christopher (2008), The Force of Destiny
- Frost, Thomas (2003), Secret Societies of the European Revolution, Kessinger Publishing, ISBN 978-0-7661-5390-5
- Galt, Anthony (December 1994), "The Good Cousins' Domain of Belonging: Tropes in Southern Italian Secret Society Symbol and Ritual, 1810-1821", Man, New Series, 29, Wiley, Royal Anthropological Institute of Great Britain and Ireland, pp. 785–807, doi:10.2307/3033969, JSTOR 3033969
- McCullagh, Francis (1910), "Some Causes of the Portuguese Revolution", The Nineteenth Century and After, LXVIII
- Rath, John (January 1964), "The Carbonari: Their Origins, Initiation Rites, and Aims", The American Historical Review, 69 (2): 353–370, doi:10.2307/1844987, JSTOR 1844987
- "The Life of a Conspirator", The Rambler, New Series, I, May 1854
- Reinerman, Alan. "Metternich and the Papal Condemnation of the" Carbonari", 1821." Catholic Historical Review 54#1 (1968): 55-69. in JSTOR
- Shiver, Cornelia. "The Carbonari." Social Science (1964): 234-241. in JSTOR
- Smith, Denis Mack (1988) [1958], The Making of Italy
- Spitzer, Alan Barrie. Old hatreds and young hopes: the French Carbonari against the Bourbon Restoration (Harvard University Press, 1971)